# Zbigniew Seifert
Zbigniew Seifert (Krakau, 6 juni 1946 – Buffalo, 15 februari 1979) was een Pools jazz-saxofonist, violist, componist en arrangeur.
Seifert liet zich met name door John Coltrane beïnvloeden. Door zijn vroegtijdige overlijden als gevolg van kanker is hij wel bij muzikanten bekend geworden, maar weinig bij het grote publiek. Hij speelde onder meer samen met John Scofield en Jasper van 't Hof.

## Albums
- Zbigniew Seifert (1977)
- Solo violon (1978)
- Passion (1979)
- Man of the light (2015)

- Bibliothèque nationale de France: cb13975453g (data)
- Gemeinsame Normdatei: 135345766
- International Standard Name Identifier: 0000 0001 1065 7733
- Library of Congress Control Number: n78024315
- MusicBrainz: 3d04b73e-2087-4782-959c-6ec32f146e41
- Nationale Bibliotheek van Tsjechië: xx0064001
- Nationale Bibliotheek van Polen: a0000001184263
- Nederlandse Thesaurus van Auteursnamen: 100700667
- Virtual International Authority File: 61739660
- WorldCat: E39PBJht48wgtBGF8DPQW3tFrq